# 通达傈僳族乡
通达傈僳族乡是中华人民共和国云南省丽江市华坪县下辖的一个民族乡。

## 行政区划
通达傈僳族乡下辖以下村级行政区划单位：
通达村、维新村、双龙村、丁王村和白姑河村。

## 历史
民国初期，此地属西区。1931年（民国20年），此地属七连乡。
1951年，七连乡和新邦乡合并建立第四区。1961年，通达人民公社建立。1988年，通达傈僳族乡建立。

## 地理
通达傈僳族乡位于华坪县西部。最低海拔1562米，最高海拔3198.3米。
通达傈僳族乡的主要河流是白姑河、黑塘河、维兴河。
通达傈僳族乡有梁家湾水库和黑糖水库两座水库。
通达傈僳族乡属山地寒温带气候类型，年平均气温11℃至16℃，有霜期90天至120天，年光照2500小时左右。

## 经济
通达傈僳族乡经济主要依靠农业、畜牧业和矿产资源。主要粮食作物是蔬菜、水稻、玉米、小麦、荞子、蚕豆、豌豆、红薯等，经济作物是柑橘、核桃、花椒、苹果、水蜜桃、樱桃、李子等。当地矿产资源主要是煤、花岗岩、长石、白黏土、石膏。

## 人口
2017年，通达傈僳族乡人口8317人，主要少数民族是傈僳族。

## 交通
蓉丽高速公路穿过其南部地区。